# Leuroglossus
Leuroglossus is een geslacht van straalvinnige vissen uit de familie van kleinbekken (Bathylagidae). Het geslacht is voor het eerst wetenschappelijk beschreven in 1890 door Gilbert.

## Soorten
- Leuroglossus callorhini (Lucas, 1899)
- Leuroglossus schmidti Rass, 1955
- Leuroglossus stilbius Gilbert, 1890